# Ostromęczyn
Ostromęczyn – wieś sołecka w Polsce położona w województwie mazowieckim, w powiecie łosickim, w gminie Platerów.
Wierni Kościoła rzymskokatolickiego należą do parafii św. Wojciecha w Górkach.
W latach 1975–1998 miejscowość administracyjnie należała do województwa bialskopodlaskiego.
W Ostromęczynie urodził się Bronisław Sawicki (1860-1931) – polski chirurg.

## Zabytki
Zamczysko – pozostałości umocnień z 1. połowy XVII wieku w postaci wałów, fosy i resztki czterech bastionów. Fortyfikacja miała wymiary 230 x 230 metrów. Początki widocznego obecnie w terenie zamku bastionowego w Ostromęczynie sięgają lat 30. XVII wieku. Ostromęczyn należał do rodu Niemirów od początku XVI wieku, ponieważ w 1503 roku wzmiankowany był starosta mielnicki Mikołaj Niemira Hrymalicz (Grzymalczyk), od 1511 roku marszałek królewski, który w 1521 roku darował z dworu w Ostromęczynie kościołowi w Górkach dziesięcinę snopową. Jego synem był Szczęsny Niemira (zm. 1544), następnie właścicielem był stolnik podlaski Stanisław Niemira oraz łowczy podlaski Hieronim (Jarosz) Niemira (zm. po 1611). Fortyfikację w Ostromęczynie przypuszczalnie zbudował jego syn wojewoda podlaski Wojciech Niemira (zm. po 1625 roku) piszący się na Ostromęczynie. Nie jest jasne czy po jego śmierci Ostromęczyn objął syn Wojciecha, stolnik podlaski Jan Kazimierz Niemira czy młodszy brat Wojciecha Stanisław Niemira. On to w 1639 r. zapisał swojej małżonce Jadwidze z Firlejów, córce Piotra Firleja, wojewodziance lubelskiej posag na połowie dóbr, w skład których wchodził zapewne Ostromęczyn, ponieważ w 1646 r. jako dziedzic Ostromęczyna wzmiankowany był już Stanisław Firlej z Dąbrowicy. W roku 1649 odnotowano, że Ostromęczyn dzierżawił Łukasz Gałęzowski. Pod rokiem 1660 Jan Chrapowicki w Diariuszu wzmiankował, że Ostromęczyn spalili Moskale. Pomiędzy latami 1662-1674 właścicielem Ostromęczyna został Jakub Krassowski, kasztelan podlaski.
Przypuszczalnie w czasach Wojciecha Niemiry lub Firlejów zbudowano zamek bastionowy w kształcie czworoboku, z czterema bastionami i fosą. Zamek ten został zniszczony w czasach Potopu podczas wyprawy księcia Bogusława Radziwiłła na teren południowego Podlasia w 1656 r., kiedy to spustoszył ziemię mielnicką lub w 1660 roku podczas najazdu moskiewskiego. Od tego czasy po zamku pozostały wały, obszerne piwnice i część fortyfikacji w przyziemiach.
W 1699 roku Ostromęczyn przejął Jan Pieniążek herbu Odrowąż, a rok później wraz z wianem jego córki Marii Kazimiery objął go Karol Juliusz Sedlnicki. W 1730 roku w wyniku spadku objął zamek jego syn Karol Józef Hiacynt Sedlnicki, od 1746 roku podskarbi wielki koronny, żonaty z Konstancją Branicką, córką Stefana Mikołaja Branickiego i siostrą Jana Klemensa Branickiego. W tym czasie Hiacynt Sedlnicki zakładał w niedalekich Kozieradach, przemianowanych na cześć żony na Konstantynów, nowe założenie pałacowo-ogrodowe. W Ostromęczynie z kolei podjął budowę letniej rezydencji i w tym celu zatrudnił w 1753 r. pułkownika Jana Henryka Klemma, jednakże zaprojektowana przez niech rezydencja pałacowa się nie zachowała. Przypuszczalnie rozplanowano ją na południe od fortyfikacji i tarasowo opadała do stawów.